# The Good Companions
The Good Companions é um filme de comédia musical britânico de 1933 dirigido por Victor Saville.